# Eupelmus mediterraneus
Eupelmus mediterraneus är en stekelart som beskrevs av Kalina 1988. Eupelmus mediterraneus ingår i släktet Eupelmus och familjen hoppglanssteklar. Inga underarter finns listade i Catalogue of Life.